# Cylindropuntia caribaea
Cylindropuntia caribaea ist eine Pflanzenart aus der Gattung Cylindropuntia in der Familie der Kakteengewächse (Cactaceae). Das Artepitheton caribaea verweist auf den Ursprung der Art in der Karibik.

## Beschreibung
Cylindropuntia caribaea wächst strauchig, bildet Dickichte mit oft fast horizontaler Verzweigung und erreicht Wuchshöhen von bis zu 3 Meter. Auf den robusten bis zu 10 Zentimeter langen und etwa 1 Zentimeter im Durchmesser messenden Triebabschnitten befinden sich deutlich erkennbare kurze Höcker. Die großen Areolen tragen weiße Wolle und Haare und dunkelbraune Glochiden.  Die ein bis drei Dornen sind bis zu 3 Zentimeter lang. Ihre Scheiden sind braun.
Die Blüten sind hellgelb. Die roten Früchte sind (nahezu) unbedornt. Sie sind bis zu 2 Zentimeter lang.

## Verbreitung, Systematik und Gefährdung
Cylindropuntia caribaea ist auf Haiti, in der Dominikanischen Republik, auf Trinidad und Tobago, den Niederländischen Antillen und in Venezuela verbreitet.
Die Erstbeschreibung als Opuntia caribaea von Nathaniel Lord Britton und Joseph Nelson Rose wurde 1919 veröffentlicht. Frederik Marcus Knuth stellte die Art 1936 in die Gattung Cylindropuntia. Ein nomenklatorisches Synonym ist Grusonia caribaea (Britton & Rose)
G.D.Rowley (2006).
In der Roten Liste gefährdeter Arten der IUCN wird die Art als „Least Concern (LC)“, d. h. als nicht gefährdet geführt. Die Entwicklung der Populationen wird als stabil angesehen.

## Nachweise